# Avtizem
Avtízem, tudi sámošnost, je kompleksna pervazivna razvojna motnja z nevrološko-biološko osnovo, ki se pojavi v otroštvu. Kaže se predvsem kot kakovostno spremenjeno vedenje na področju socialne interakcije, verbalne in neverbalne komunikacije. Obsega širok spekter motenj od lažjih do težjih oblik. Avtističen pomeni »umikajoč se iz odnosov«. Termin avtizma je izposojen iz opisov shizofrenije – za opis posebnega vedenja pri otrocih ga je prvi uporabil otroški psihiater Leo Kanner leta 1943. Neodvisno od Kannerja je leta 1944 pediater Hans Asperger z besedo avtizem opisal bolj inteligentne in funkcionalne otroke, za razliko od Kannerjevega klasičnega avtizma.

## Vrste avtizma
Med motnje avtističnega spektra (MAS) danes spadajo:
- klasični avtizem (Kannerjev avtizem)
- Aspergerjev sindrom
- nespecifična razvojna motnja
- Rettov sindrom
- otroška dezintegrativna motnja

Potrebno je razumeti, da je avtizem spekter motenj. Čeprav je Aspergerjev sindrom pojmovan za višje funkcionalni avtizem, tudi tu spekter niha od lažjih do težjih motenj.

## Mednarodna merila za diagnosticiranje avtizma
6 ali več simptomov na naslednjih področjih (vsaj dva iz 1. in vsaj eden iz 2. in 3. področja)
- Kvalitativno oslabljen razvoj socialnih interakcij

- odsotnost vživljanja v drugo osebo in usmerjenost vase – odsotnost socialne in čustvene vzajemnosti;
- pomanjkanje ali odsotnost spontanega iskanja tolažbe, ne želi deliti veselja in zanimanja z drugimi;
- ne razvija odnosov s sovrstniki, kot bi jih pri določeni starosti pričakovali – se ne vključuje v skupne igre, raje je sam, ne sklepa prijateljstev;
- v socialni interakciji ne uporablja različnih neverbalnih sredstev – ni očesnega stika, obrazne ekspresije, kretenj.

- Kvalitativno oslabljena besedna in nebesedna komunikacija in imaginacija

- ni komunikativnega bebljanja, mimike, gest in govora;
- komunikacija je nenavadna − odsotnost pogleda ali zazrtje;
- zmanjšana sposobnost imaginacije in fantazijske igre;
- motnje tvorbe, ritma in intonacije govora;
- motena vsebina govora − pogosta je eholalija (ponavljanje besed, fraz, vprašanj);
- nesposobnost začeti ali nadaljevati pogovor na smiselno temo − pogosti so monologi izven konteksta.

- Ponavljajoče se aktivnosti ter ozki interesi

- stereotipni gibalni vzorci − hoja po prstih, nihanje glave, nihanje telesa, mežikanje, gledanje predmetov s kotički oči, mahanje z rokami ...);
- preokupacije in vznemirjenje ob spremembah;
- vztrajanje pri lastnih stalnih dnevnih obredih;
- posebni interesi za dele predmetov.

## Ostale značilnosti
- koncentracija, pozornost, raven aktivnosti (hiper ali hipo)
- avtoagresivno vedenje
- motnje prehranjevanja
- motnje spanja
- motnje ravnotežja in čustvovanja
- motnje zaznavanja

## Vzroki
Vzroke avtizma so najprej iskali v neustreznih razvojnih in družinskih pogojih (Bruno Bettelheim - hladne matere). Leta 1964 pa je Bernard Rimland avtizem opisal kot biološko motnjo v knjigi Infantile Autism: The Syndrome and Its Implications for a Neural Theory of Behavior. Pomembna popotnica knjigi je bil predgovor, ki ga je napisal Leo Kanner. Naslednja prelomnica so bile raziskave dvojčkov iz konca sedemdesetih let, ki so sicer na zelo majhnih vzorcih dokazovale, da je avtizem gensko pogojen. Novejše raziskave pa nakazujejo, da na razvoj avtizma vpliva kombinacija genetskih, imunskih, presnovnih in okoljskih dejavnikov. To potrjuje tudi največja študija dvojčkov z avtizmom doslej, ki je bila objavljena leta 2011 Genetic Heritability and Shared Environmental Factors Among Twin Pairs With Autism, v kateri avtorji vpliv okoljskih faktorjev postavijo celo pred vplive genetike.